# Halcyon smyrnensis
Il martin pescatore dalla gola bianca (Halcyon smyrnensis (Linnaeus, 1758)) è un uccello della famiglia Alcedinidae.